# Стефан Вітвіцький
Стефан Вітвіцький (пол. Stefan Witwicki; нар. 13 вересня 1801, Іванів — пом. 15 квітня 1847, Рим) — польський поет, публіцист.

## Життєпис
Народився 13 вересня 1801 року у селі Іванів, що нa Поділлі (на той час — Подільська губернія Російської імперії, нині — Вінницька область).

Закінчив Волинський ліцей. З 1822 року жив у Варшаві. Тут почав свою кар'єру в Урядовій комісії віросповідань і громадської освіти. Завдяки протекції дядька Йосипа Липинського, молодий здібний поет і критик охоче був прийнятий до салонів Королівства. Дружив з молодими артистами: Фридериком Шопеном, Мауріцієм Мохнацьким, Антонієм Едвардом Одинцем. Його статті привернули увагу самого Міцкевича, який писав про нього в Санкт-Петербурзі в листі до Одинця в липні 1828 р.: 
Вітвіцький нас дуже здивував. Стаття про репутацію (письменника) - відмінна! Стиль загалом не варшавський, бо чистий, ясний і сильний. Вітвіцький міг би 
зробити літературі неабияку послугу, займаючись історією літератури і критикою Оригінальний текст (пол.)
Witwicki bardzo nas zadziwił. Artykuł o reputacjach [pisarzy] wyborny! stylem wcale nie warszawskim, bo czystym, jasnym i mocnym. Witwicki mógłby wielką zrobić literaturze przysługę, zajmując się historią literatury i krytyką [...].
Зважаючи на слабке здоров'я, не брав безпосередньої участі у листопадовому повстанні, але написав кілька патріотичних віршів, які принесли йому популярність (зокрема, парафраз на  «Мазурке Домбровского»).

## Творчість
Дебютував двома збірками Балад і Романсів (Варшава 1824—1825). Опублікував, зокрема, драму «Едмунд» (1829), том віршів «Сільські пісні» (1830), що набули особливої популярності після того, як їх поклали на музику Фридерік Шопен та Станіслав Монюшко, парафраз «Вірші з біблії» (1830), щоденник часів повстання «Москалі в Польщі» (1833), збірку віршів молитовних «Польський Вівтар», високо оцінені моралістичні публікації «Вечори паломника» (1837—1845), «Листи з-за кордону» (1842).
Адам Міцкевич в Описах до IV Книги Містера Тадеуша згадував: «О. IV. 981—982:
(…) Nb. Деякі місця в пісні четвертій належать перу Стефана Вітвіцького.»